# Alqueire
Der Alqueire, auch Alqueira oder Alquir, war ursprünglich ein portugiesisches Volumenmaß für die trockenen Waren, ein sogenanntes Getreidemaß und ein Wein- und Ölmaß. Im 16. Jahrhundert wurden in Portugal durch das „Gesetz von Almeirim“ („Lei de Almeirim“) die Volumeneinheiten neu definiert. Flüssigkeiten wurden fortan in Almude gemessen (vom arabischen al-mudd für Flüssigkeiten) und trockene Waren mit Alqueire (vom arabischen al-kail oder al-kayl).
Der Begriff Alqueire stand aber bereits seit dem Mittelalter auch für eine traditionelle Einheit zur Bestimmung einer Landfläche und fand über Portugal Eingang nach Brasilien. Die Einheit wird immer noch zur Messung von Ackerland in Brasilien verwendet, variiert aber von Region zu Region erheblich.

## Der Alqueire als Volumenmaß
Das Maß war in Portugal bis 1868 und in Brasilien bis 1873 gültig.
- Lissabon: 1 Alqueire = 697 Pariser Kubikzoll = 13,841 Liter[4]
- Madeira: 1 Alqueire = 710,556 Pariser Kubikzoll = 14,095 Liter
- Madeira: 1 Alqueire = 565 Pariser Kubikzoll = 11 1⁄5 Liter[5]
- Faro: 1 Alqueire = 816 Pariser Kubikzoll = 16 1⁄3 Liter
- 60 Alqueires = 15 Fangas = 1 Moyo[6]

Die Maßkette war
- 1 Alqueire = 2 Moyos = 4 Quartos = 8 Selimis = 16 Mequias

Als Salzmaß ergaben 2 2⁄3 ein Raza in Porto
- Salzmaß 1 Madeira Alqueire = 675 Pariser Kubikzoll = 13 Liter
- Weinmaß 1 Alqueire = 564 Pariser Kubikzoll = 11 3⁄8 Liter

In Brasilien basierte der Alqueire auf anderen Literanzahlen. Das Maß war hier etwa 2,25-mal größer als in Lissabon. Für Mehl, Reis und Salz waren es für ein Alqueire 30,5 Liter bis 34,25 Liter (Bahia). In Bahia wog man den Reis und 1 Alqueire hatte etwa 68 Pfund. Eine Hamburger Last rechnete man mit 234 bis 236 Alqueires.

## Der Alqueire als Landmaß
Der Alqueire als Landmaß unterscheidet sich von Region zu Region. Die wichtigsten Flächeneinheiten, die in Brasilien mit dem Begriff verbunden sind, sind:
- Alqueire paulista: Dieses in den Bundesstaaten São Paulo und Paraná, in Santa Catarina, im nördlichen Teil von Rio Grande do Sul und in der südlichen Region von Mato Grosso gebräuchliche Maßeinheit umfasst 24.200 Quadratmeter oder 2,42 Hektar.
- Alqueire mineiro: Diese Maßeinheit wird in den Bundesstaaten Minas Gerais, Espírito Santo, Rio de Janeiro und Goiás verwendet. In den Bundesstaaten Maranhão und Piauí heißt sie – bei gleichem Flächeninhalt – Quadra und umfasst 48.400 Quadratmeter oder 4,84 Hektar.
- Alqueire baiano: Er ist in Bahia gebräuchlich und umfasst 96.800 Quadratmeter oder 9,68 Hektar.
- Alqueire do Norte: Er wird im nördlichen Brasilien verwendet und umfasst 27.225 Quadratmeter oder 2,7225 Hektar.